# Rapa (Celorico da Beira)
Rapa is een plaats (freguesia) in de Portugese gemeente Celorico da Beira en telt 197 inwoners (2001).